# Дрексел (Мисури)
Дрексел (енгл. Drexel) град је у америчкој савезној држави Мисури.

## Демографија
По попису из 2010. године број становника је 965, што је 125 (-11,5%) становника мање него 2000. године.
| Група             | 2000.         | 2010.       |
| Белци             | 1.067 (97,9%) | 933 (96,7%) |
| Афроамериканци    | 5 (0,5%)      | 9 (0,9%)    |
| Азијати           | 2 (0,2%)      | 1 (0,1%)    |
| Хиспаноамериканци | 7 (0,6%)      | 7 (0,7%)    |
| Укупно            | 1.090         | 965         |